# Бобі Божиновський
Бобі Божиновський (мак. Боби Божиновски; нар. 24 лютого 1981, Скоп'є, СР Македонія) — македонський футболіст, нападник «Македонії ГП». У 2007 році виїхав до Південної Кореї для участі в змаганнях зі StarCraft, де виступав під ніком «Macedonian Zerg Rush».

## Клубна кар'єра
Народився в Скоп'є, вихованець «Вардара», у складі якого 1999 року й розпочав дорослу футбольну кар'єру. У 2001 році виступав в оренді за «Беласицю» та «Македонія Гьорче Петров». У 2005 році перейшов до ФК «Цементарниця 55». Наступного року виїхав до Литви, де виступав спочатку за «Ветру», а потім — за «Судуву». У 2008 році повернувся до Македонії, захищав кольори «Работнічок». З 2010 по 2011 рік грав за казахстанський клуб «Локомотив» (Астана). У 2012 році повернувся до Македонії, грав за «Тетекс». З 2013 по 2017 рік виступав за «Македонію ГП», «Тетекс» та «Пелістер». З 2017 року знову захищає кольори «Македонії ГП».

## Кар'єра в збірній
У 2003 році зіграв 1 матч у футболці національної збірної Македонії.

## Титули і досягнення
- Чемпіон Північної Македонії (2):

«Вардар»: 2001-02, 2002-03
- Володар Кубка Північної Македонії (4):

«Работнічкі»: 2008-09
«Тетекс»: 2012-13
«Пелістер»: 2016-17
«Македонія Гьорче Петров»: 2021-22
- Володар Кубка Казахстану (1):

«Астана»: 2010
- Володар Суперкубка Казахстану (1):

«Астана»: 2011
- Найкращий бомбардир Чемпіонату Північної Македонії (1):

«Работнічкі»: 2009-10